# Paralastor victor
Paralastor victor är en stekelart som beskrevs av Giordani Soika 1977. Paralastor victor ingår i släktet Paralastor och familjen Eumenidae. Inga underarter finns listade i Catalogue of Life.